# Apapane
Apapane (Himatione sanguinea) är en fågel i familjen finkar inom ordningen tättingar.

## Utseende och läte
Apapanen är en blodröd hawaiifink, mindre och mörkare röd än iiwin, med kortare svart näbb och vitt under stjärten. Ungfågeln är brun istället för röd. Sången består av två till tre ljusa toner följt av en drill.

## Utbredning och systematik
Fågeln förekommer i fuktiga skogar från Kauai till Hawaii (östra Hawaiiöarna). Den behandlas som monotypisk, det vill säga att den inte delas in i några underarter.

### Familjetillhörighet
Arten tillhör en grupp med fåglar som kallas hawaiifinkar. Länge behandlades de som en egen familj. Genetiska studier visar dock att de trots ibland mycket avvikande utseende är en del av familjen finkar, närmast släkt med rosenfinkarna. Arternas ibland avvikande morfologi är en anpassning till olika ekologiska nischer i Hawaiiöarna, där andra småfåglar i stort sett saknas helt.

## Levnadssätt
Apapanen är en av få fortfarande allmänna hawaiifinkar. Den hittas i ursprungliga bergsskogar, men kan även ses på lägre nivåer i vissa områden, där den dock håller sig högt upp i trädtaket. Stora antal kan samlas vid blommande träd. Den flyger också ofta i flock, ibland högt över skogen. 

## Status
Arten har ett begränsat utbredningsområde, men populationen är stabil. IUCN kategoriserar arten som livskraftig. Beståndet uppskattas till mellan 700 000 och 1,1 miljoner vuxna individer.